# 伊戈尔·库尔恰托夫
伊戈爾·瓦西里耶維奇·庫爾恰托夫（俄语：И́горь Васи́льевич Курча́тов，1903年1月12日—1960年2月7日）是一位蘇聯核物理學家，其最著名的貢獻是主導了蘇聯原子彈計畫。庫爾恰托夫與格奥尔基·弗廖罗夫、安德烈·德米特里耶維奇·沙哈諾夫等人由於在蘇聯核武開發上所扮演的重要角色而備受矚目，庫爾恰托夫更是獲尊稱為「蘇聯原子彈之父」。二次大戰期間，蘇聯察覺到西方盟國研發原子彈的曼哈頓計畫，遂成了其本國全力投入研製核武的轉折點，歷經9年時間的秘密研發，蘇聯於1949年的第一閃電試驗中在塞米巴拉金斯克試驗場成功試爆該國第一顆原子彈，蘇聯因而成為世界上第二個核武國家。1948年加入联共（布）。1954年，庫爾恰托夫獲得了苏联国家奖。
自1940年起，庫爾恰托夫開始投入核武開發工程，之後主張發展和平用途的核技術。1950年，庫爾恰托夫與沙哈諾夫共同研究開發氫彈的沙哈諾夫第三方法。其他庫爾恰托夫完成的工程還包括發展與裝設蘇聯第一台回旋加速器、建設蘇聯第一座核電廠—奧布寧斯克核電站、於1959年完成第一艘核動力船艦列寧號。

## 早年
庫爾恰托夫出生於俄羅斯帝國烏法省希姆斯基薩夫羅德（Simsky Zavod，現今俄羅斯车里雅宾斯克州錫姆附近的一座小鎮）。庫爾恰托夫就讀克里米亞州立大學的物理學系，在亞伯拉罕·費多爾維奇·約費教授下，獲得物理學博士學位。庫爾恰托夫還曾於彼得格勒就讀国立技术大学，獲得海軍工程學位。
完成物理學和海軍工程學的修習後，庫爾恰托夫前往巴庫任职，后前往列宁格勒約費物理技術研究院擔任助教，之後在亞伯拉罕·費多爾維奇·約費博士下作關於放射線的各種問題。1932年，庫爾恰托夫收到資金，建立了自己的核科學研究團隊，這支團隊爾後於1939年建立了蘇聯第一座回旋加速器。

## 學術研究
1931至1934年間，庫爾恰托夫於列寧格勒鐳研究院下、由維塔利·克洛賓領導的物理部門工作，在那裡，庫爾恰托夫以一位資深科學家的身份進行他的研究工作，並參與了歐洲第一台回旋加速器的研發工作（起於1932年，於1937年完成）。接著一直到1943年，庫爾恰托夫於約費研究院與阿纳托利·彼得罗维奇·亚历山德罗夫一同工作。在這期間，他們設計的消磁船舶保護了蘇軍的船隻不被德軍的水雷所破壞，此一技術於二戰戰後被廣泛利用。1943年，因投入蘇聯的原子彈開發工程，庫爾恰托夫的實驗室自約費研究院分離出來，搬到了莫斯科。
克洛賓在庫爾恰托夫、列夫·弗拉基米羅維奇·米索夫斯基和格奥尔基·弗廖罗夫的直接指導下，裝配了歐洲第一座粒子迴旋加速器。安裝作業於1937年完成，1939年9月21日開始使用。庫爾恰托夫與他的學徒弗廖罗夫於1939年發現了鈾的鏈式反應以及構思核反應爐。1942年，庫爾恰托夫宣佈：「一公斤的鈾核進行分裂後，釋放出來的能量與20,000噸TNT炸藥相等。」，此一通告於後來在美軍於廣島進行的原爆中獲得了應驗。

## 原子彈工程
1941年，納粹德國對蘇聯展開了大規模的進攻，代號為「巴巴羅薩作戰」。在此期間，庫爾恰托夫領導著核物理研究，並在蘇聯科學院中頗有名氣。由於與德國和軸心聯軍的激烈戰爭，蘇聯直到1942年前都未以積極的態度去進行核武器的開發。1942年4月，年轻的核物理学家格奥尔基·尼古拉耶维奇·弗廖罗夫（後來成為蘇聯核物理的领军人物、苏联科学院院长）寫了一封秘密信給蘇聯最高領導人約瑟夫·史達林，指出美國、英國，甚至是德國自1939年發現了核分裂後，都不再於物理科學刊物上發表相關訊息。這些學術機構完全不透漏成果的現象十分可疑，弗廖罗夫力促史達林趕緊展開核武研究工程，他相信其他國家已各自展開了他們的秘密核研究。
1942年5月，苏联国防委员会科学部门全权代表、化学家谢尔盖·瓦西里耶维奇·卡夫塔诺夫和阿布拉姆·费多罗维奇·约费院士向斯大林呈递报告，论证了在苏联为解决原子武器问题成立科学中心的必要性。1942年9月底，斯大林召集约费院士、卡皮察院士、物理化学家尼古拉·尼古拉耶维奇·谢苗诺夫院士、放射化学家维塔利·格里戈里耶维奇·赫洛平院士、库尔恰托夫等人，讨论了德国、美国和英国在研原子弹的情报，听取了科学家的意见后，斯大林作出结论：“我们也要研制原子弹”。1942年9月28日，国防委员会签发第2352号《关于涉铀研究的组织工作》，授权苏联科学院恢复“关于原子能利用的可行性”研究工作，在喀山设立了实验室。莫洛托夫分管这一工作。1942年11月27日，国防委员会签发《关于采铀工作》的决议，要求进一步加快铀矿开采和提炼。
1943年，內務人民委員部獲得了一份探討核武器可行性的英國穆德委员会報告影本，從而令史達林下令展開蘇聯的核武開發計畫（儘管資源相當有限）。蘇聯科學院選擇了擁有廣泛核物理閱歷的庫爾恰托夫負責这方面工作，約費院士也向莫洛托夫推薦庫爾恰托夫，莫洛托夫向史達林進言讓庫爾恰托夫主持原子能研发业务工作。庫爾恰托夫战争爆发后从事对抗磁性水雷的研究，之後研究坦克装甲，这时才归队恢复核物理研究。1943年2月11日。国防委员会签发《关于加强涉铀研究工作组织的补充措施》，原子能研究特别实验室从喀山“返疏散”到莫斯科。1943年3月10日，该实验室改称苏联科学院第二实验室。涉铀研究工作由苏联人民委员会副主席兼化学工业人民委员米哈伊尔·格奥尔基耶维奇·别尔乌辛和国防委员会科学部门全权代表、化学家卡夫塔诺夫领导，研究工作由庫爾恰托夫主持。1943年年中，在实验室工作的人有100人左右。1943年年中，开始研究生产高纯度石墨和反应堆用的金属铀、从反应堆生成物中提取钚的工艺。庫爾恰托夫1943年当选为苏联科学院院士。
之後幾年間，原子彈的研製仍是相對較低順位的工程。1944年，库尔恰托夫请求贝利亚代替莫洛托夫主管核研究工作。直到蘇聯特工克勞斯·福克斯送來的報告，以及波茨坦会议上美国总统杜鲁门宣扬世界首次原子弹爆炸试验成功，对斯大林核恫吓。美軍於廣島與長崎兩地投下原子彈几天後，苏联人民委员会成立第一特别委员会，专门负责研制核武器，贝利亚任第一特别委员会主席。斯大林规定在五年内完成原子弹爆炸与实战化。斯大林认为在这段时间内美国暂不会对苏联实施核打击。該工程於高爾基州（現已改名為下諾夫哥羅德州）的薩羅夫進行，同時也將該地名字改為「阿爾扎馬斯-16」。開發團隊（包括了數位蘇聯核科學的專家，如尤里·哈里頓和雅可夫·泽尔多维奇）有著美國政府的協助，更深一層的資訊又有福克斯臥底，但卡皮察院士认为“向我们提供的（美国核）情报是为了把我们引向岐途”，贝利亚與庫爾恰托夫因盡可能採取每一項細節都自行測試的作法。特別是貝利亞還以自己的情報機關作為第三者，檢查科學家團隊的結論是否有問題。同时，人民委员会成立第二特别委员会，专门负责研制圖-4战略轰炸机与喷气发动机技术，马林科夫任第二特别委员会主席，为苏联掌握原子弹的远程战略投掷能力，形成对美国最低限度的核均势而努力。
贝利亚與庫爾恰托夫领导下的各分系统：
- 反应堆设计：多列扎利领导。采用了与美国不同的方案：将铀棒垂直放置，而不是水平放置。1946年12月25日，苏联也是欧洲第一座原子反应堆“Ф-1”开始临界运行。
- 反应堆专门金属构件：梅利尼科夫领导的科研系统提供
- 钚分离：赫洛平领导的苏联科学院镭研究所承担
- 金属铀和钚加工：博奇瓦尔领导的研究所提供。

### 「第一閃電」試驗
1949年8月29日，庫爾恰托夫的團隊在「第一閃電」核試驗中，於塞米巴拉金斯克試驗場成功引爆了蘇聯第一顆原子彈（屬內爆式鈽彈），庫爾恰托夫後來回憶它當下的感覺是「鬆了一口氣」。
在察覺到美國於1952年的「常青藤麥克」試驗中成功引爆了世界上第一顆氫彈後，史達林下令蘇聯科學家也要研發出相同的武器來，於是蘇聯的氫彈研發工程自1953年展開。該計畫的領導人為维塔利·拉扎列维奇·金兹堡和沙哈諾夫，後來該計畫以「沙哈諾夫第三方法」為主導進行著，其中庫爾恰托夫進行了一些必要的運算工作。不同於金兹堡、沙哈諾夫和泽尔多维奇等人，庫爾恰托夫在此項工程扮演的重要性較低，僅負責進行小規模的計算事務和將核武予以縮小化的一些必要技術。1953年，蘇聯在代稱為「RDS-6s」的核試驗中，成功引爆了氫彈。然而與其他獲得名聲的同事不同，庫爾恰托夫在本工程中的貢獻被人所貶低。

### 其他工程
庫爾恰托夫除了核武開發外，也完成其他了建設工作，包括莫斯科的第一座回旋加速器（1949年）、歐洲第一座核反應爐（1946年）、世界上第一座核電廠（1954年）、世界上第一座潛艇用核反應爐和世界上第一艘核動力水面艦挺、第一艘民用核動力船隻—列寧號破冰船（1959年）。庫爾恰托夫本人於1950年代後期一直反對進行核試驗。

## 去世
由於長時間投身於蘇聯核工程、缺乏休息，庫爾恰托夫的健康狀況急速惡化，1954年，他即中風。1960年3月7日，庫爾恰托夫因心臟血管栓塞而死於莫斯科，享年58歲。他的屍體被火化後埋於克里姆林宮紅場墓園。

## 遺產與榮譽

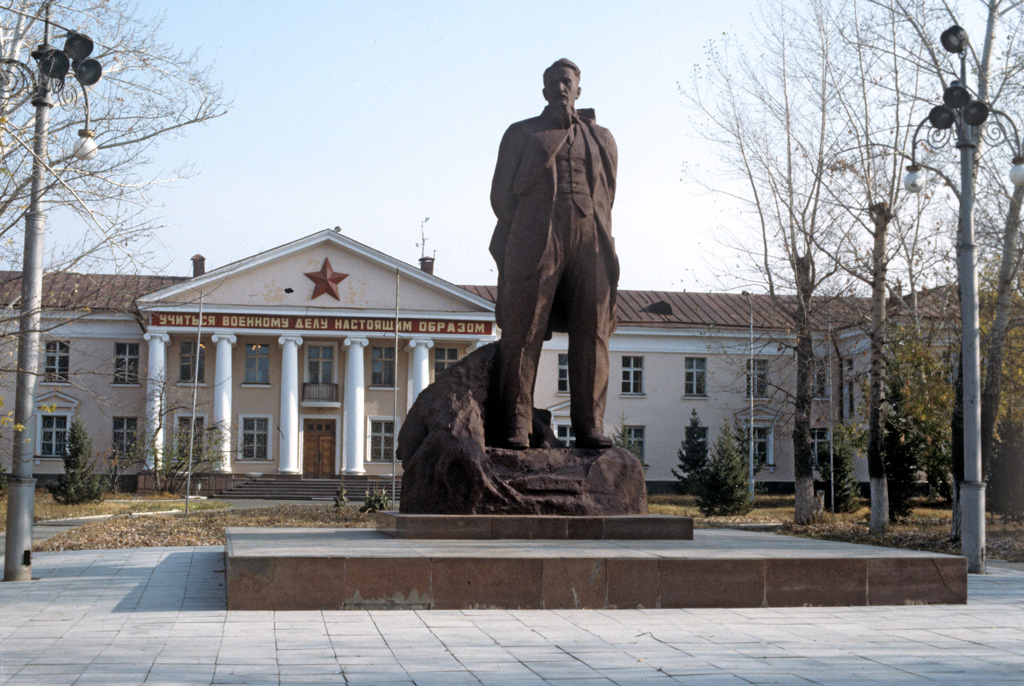
塞米巴拉金斯克核試驗場中央幕僚處的庫爾恰托夫紀念像。

在開發原子彈期間，庫爾恰托夫曾發願在計畫完成前，他不要剔鬍子，結果在試爆成功後，他還是一直留鬍子（還經常弄成奇怪的形狀），這讓他獲得了「大鬍子」的綽號。為紀念庫爾恰托夫的貢獻，蘇聯將兩個城鎮以其姓氏命名—塞米巴拉金斯克試驗場指揮處所在的庫爾恰托夫鎮，以及庫斯克附近的庫爾恰托夫，另外以其命名的還有库尔恰托夫研究所（大門口即設置他個人的巨大雕像）、月亮上的环形山「庫爾恰托夫」、2352號小行星「庫爾恰托夫」。他的許多學生也取得了相當的成就，包括沙哈諾夫、維克多·亞當斯基、尤里·巴巴耶夫、尤里·楚涅夫和尤里·斯米爾諾夫。
由於庫爾恰托夫在蘇聯核武工程中的地位，根據國家法令第627條258項，庫爾恰托夫被蘇聯政府授予社會主義勞動英雄頭銜、第一級史達林獎、50萬盧布獎金、一輛ZIS-110轎車、一棟私人住宅、一棟別墅，還有薪水兩倍、國內鐵路、水路與空路旅行免費（他與妻子終生可享）等福利。他共三次獲得社會主義勞動英雄頭銜（1949年、1951年、1954年）、五張列寧勳章、兩張紅旗勳章，還有「對德戰爭獲勝」紀念勳章、「塞瓦茲波爾保衛」勳章、四次史達林獎（1942年、1949年、1951年、1954年）和列寧獎（1957年）。

## 資料來源
1. ↑  （俄文）Александров А. П. Годы с Курчатовым // Наука и жизнь, 1983, № 2
2. ↑  （俄文）Коптев Ю. И. Виза безопасности. — СПб.: Изд-во Политехнического Университета, 2008. — 66 стр.
3. ↑  （俄文）Регель В. Р. Размагничивание кораблей в годы Великой Отечественной войны // Природа. 1975, № 4
4. ↑  .   [2013-01-09]. （原始内容存档于2011-04-26）.
5. ↑  .   [2013-01-09]. （原始内容存档于2011-04-26）.
6. ↑  . 人民日报. 1960年2月10日: 第5版.